# Palkovics Károly
Senkviczi Palkovics Károly (Esztergom, 1816. február 4. – Esztergom, 1897. február 17.) Esztergom polgármestere, díszpolgára és országgyűlési képviselője.

## Pályája
Apja városi főorvos volt. A jogot Pesten végezte, és ekkor alkalma nyílt a kor nagy férfiaival megismerkedni, különösen Kölcsey volt rá nagy hatással. Iskoláinak végeztével, húszévesen megyei aljegyző, 1846-ban főjegyző lett. 1837-ben az ő javaslatára rendeznek be kórházi részleget a városi szegényházban. 1849-ben a nagysallói ütközet után teljhatalmú kormánybiztos volt Esztergom vármegye területén. Megyei főorvosként 1849 áprilisában országos járványkórházat nyitott a kanonoki házakban, ide szállították az ütközet sebesültjeit. Buda bevétele után a súlyosabb sebesülteket hajón ide hozták, a Nyitrán feloszlott honvédkórház sebesültjei is ide kerültek. 1849. május 30-án a Takarékpénztár 4000 forintos kölcsönével Palkovics irányítása alatt építették újra a Duna-hidat.
A magyar seregek visszavonulásakor Görgey seregéhez csatlakozott és Aradig kisérte. A világosi fegyverletétel után fogságba került, ahol halálra ítélték, majd az utolsó percben ezt 12 év várfogságra változtatták az ítéletet. Ebből két évet a munkácsi, két és fél évet a komáromi várban töltött. 4,5 év után kiszabadult, de karvai birtokára internálták.
1861. január 5-én Esztergom város díszpolgárának, január 7-én a megye első alispánjának választotta; az októberi diploma kibocsátásakor ő szerkesztette az emlékezetes első felirati javaslatot a megyéhez s tiszttársaival együtt ő is leköszönt hivataláról. 1861-ben a prímási ebéd alkalmával, Forgách Antal gróf jelenlétében, nevezetes hazafiúi toastot mondott, ezzel az egész országban nagy feltűnést keltett. 1865-ben az Eszterházy család javainak zárgondnoka lett, mely hivatalát 1875-ig töltötte be s ezen idő alatt felváltva Kismartonban, Pécsett és Esztergomban tartózkodott. 1872-75-ig a kismartoni kerület országgyűlési képviselője is volt Deák-párti programmal. Felkínálták neki a belügyminiszteri tárcát, de ezt ő visszautasította. 1877 és 1881 között Esztergom polgármestere. A tanügy terén szerzett érdemeiért arcképét a gymnasium dísztermében helyezték el. Ő volt az Esztergom-szentgyörgymezei honvéd-emlék és honvéd-temető megteremtője. 1861. február 18-án  tartott közgyűlésen indítvány tett, hogy a tábori kórházban elhunyt honvédeknek emlékoszlopot állítson a vármegye. Óhajtása szerint 1897. február 17-én Esztergomban történt halála után őt is oda temették.
Közadakozás útján emlékoszlopot emeltek tiszteletére, amit 1898. július 4-én avattak fel ünnepélyesen; az emlékobeliszk közepén van bevésve híres feliratának ezen passzusa: „Mondja ki Felséged kegyelmesen: Legyen meg nemzet a te kivánságod”.
1905-től utca viseli nevét Esztergomban.